# أبو جعفر العقيلي
أَبُو جَعْفَرٍ مُحَمَّدُ بْنُ عَمْرِو بْنِ مُوسَى بْنِ حَمَّادِ بْنِ مُحَمَّدٍ الْعُقَيْلِيُّ الْمَكِّيُّ ويُعرف اختصارًا بـ أبي جعفر العقيلي (قُرابة 243هـ – ربيع الأول 322هـ / غير معروف – 934م) هو محدث من أهل مكة في القرن الثالث الهجري. له عدة تصانيف. توفي سنة 322 هـ.

## نسبه وكنيته ونسبته
هو محمد بن عمرو بن موسى بن محمد بن حماد. كنيته أبو جعفر وقد اشتهر بها وهو من أهل مكة فيقال له: المكي ويقال الحجازي، ويقال له: العقيلي بضم العين نسبة إلى قبيلته وقد اشتهر بهذه النسبة.

## روايته للحديث
سمع جده لأمه محمد بن يزيد العقيلي ومحمد ابن إسماعيل الصائغ وأبا يحيى ابن أبي ميسرة ومحمد بن أحمد بن الوليد بن برد الأنطاكي ويحيى بن أيوب العلاف ومحمد بن إسماعيل الترمذي وإسحاق الدبري وعلي بن عبد العزيز البغوي ومحمد بن خزيمة ومحمد بن موسى البلخي والمقدم ابن داود الرعيني وبشر بن موسى الأسدي وغيرهم.
روى عنه أبو الحسن محمد بن نافع الخزاعي وأبو بكر بن المقرئ وغيرهما.
قال مسلمة بن قاسم: كان العقيلي جليل القدر عظيم الخطر وكان كثير التصانيف فكان من أتاه من المحدثين قال: اقرأ من كتابك ولا تخرج أصله فتكلمنا في ذلك وقلنا إما أن يكون أحفظ الناس وإما أن يكون من أكذب الناس فاجتمعنا عليه فلما أتيت بالزيادة والنقص فطن لها فأخذ مني الكتاب وأخذ القلم فأصلحها فانصرفنا من عنده وقد طابت أنفسنا وعلمنا أنه من أحفظ الناس. وقال الحافظ أبو الحسن بن سهل القطان: أبو جعفر ثقة جليل القدر عالم بالحديث مقدم بالحفظ، وقال الذهبي في التذكرة: الحافظ الإمام وقال: وكان مقيماً في الحرمين وقال في العبر: الحافظ صاحب الجرح والتعديل عداده في أهل الحجاز.

## آثاره
قال الذهبي في تذكرة الحفاظ: صاحب كتاب الضعفاء الكبير وقال في العبر: صاحب الجرح والتعديل، وقال مسلمة بن قاسم: وكان حسن التأليف عارفًا بالتصنيف، وقال الفاسي في العقد الثمين في أخبار البلد الأمين: مؤلف كتاب الضعفاء، وقال الصفدي في الوافي بالوفيات: له مصنف جليل في الضعفاء: وقال الذهبي في أول كتابه ميزان الاعتدال : وله مصنف مفيد في معرفة الضعفاء.
وهذا الكتاب يوجد مخطوطاً في المكتبة الظاهرية بدمشق اسمه: الضعفاء ومن نسب إلى الكذب ووضع الحديث ومن غلب على حديثه الوهم ومن يتهم في بعض حديثه ومجهول روى ما لا يتابع عليه وصاحب بدعة يغلو فيها ويدعو إليها وإن كانت حاله مستقيمة.. قال عنها الشيخ محمد ناصر الدين الألباني في الفهرس الذي وضعه لمخطوطات الحديث في المكتبة قال : نسخة جيدة عليها سماع بتاريخ سنة 414هـ، وهي تحت رقم 362 حديث تبلغ صفحاتها 470 صفحة، ويوجد نسخة مصورة عنها محفوظة في معهد المخطوطات بجامعة الدول العربية في القاهرة تحت رقم 718 فهرس قسم التاريخ.

## وفاته
توفي الحافظ أبو جعفر العقيلي سنة اثنتين وعشرين وثلاثمائة بمكة في شهر ربيع الأول أرخ وفاته في هذه السنة الذهبي في العبر وفي تذكرة الحفاظ وابن العماد في شذرات الذهب والصفدي في الوافي بالوفيات والفاسي في العقد الثمين وقال: توفي في ربيع الأول سنة اثنتين وعشرين وثلاثمائة بمكة كما ذكر ابن زبرقي في وفياته وذكر أنه شهد جنازته.

## ممن ترجم له
1. ترجم له الذهبي في العبر 2/194 وفي تذكرة الحفاظ 3/52.
2. وابن العماد في شذرات الذهب 2/295.
3. والسمعاني في النساب 396 مخطوط.
4. والفاسي في العقد الثمين 2/244.
5. والصفدي في الوافي بالوفيات 4/291.
6. وعمر رضا كحالة في معجم المؤلفين 11/98.

### فهرس المراجع
1. 1 2  نصيرة (2006)، ص. 38.
2. 1 2  السيف (2006)، ص. 23.
3. 1 2 3  نصيرة (2006)، ص. 39.
4. ↑  الزركلي (2002)، ج. 6، ص. 319.
5. ↑  السيف (2006)، ص. 28–29.
6. ↑  السيف (2006)، ص. 25–28.
7. ↑  نصيرة (2006)، ص. 21.
8. 1 2 3  نصيرة (2006)، ص. 40.
9. ↑  نصيرة (2006)، ص. 44–46.
10. ↑  نصيرة (2006)، ص. 46.
11. ↑  نصيرة (2006)، ص. 47.
12. ↑  من أعلام المحدثين: أبو جعفر العقيلي. عبد المحسن العباد. مجلة الجامعة الإسلامية بالمدينة المنورة. ,
13. ↑  عقلية (6 يناير 2021). "العقيلي كبير علماء الحديث وسيرته العطرة". موقع الدكتور علي الربيعي الرسمي. مؤرشف من الأصل في 2024-09-04. اطلع عليه بتاريخ 2024-09-03.

### بيانات المراجع (مُرتَّبة حسب تاريخ النشر)
- خير الدين الزركلي (2002)، الأعلام: قاموس تراجم لأشهر الرجال والنساء من العرب والمستعربين والمستشرقين (ط. 15)، بيروت: دار العلم للملايين، OCLC:1127653771، QID:Q113504685
- سلطان بن سعد بن عبد الله السيف (2006). ألفاظُ الحافظِ العُقَيْلي الصريحةُ في قَبول الأحاديث في كتابهِ "الضُّعَفَاء" جمعٌ ودراسةٌ. إشراف: علي بن عبد الله الصياح. الرياض – السعودية: جامعة الملك سعود. مؤرشف من الأصل في 2025-03-12.
- مختار نصيرة (2006). منهج أبي جعفر العقيلي في جرح الرجال من خلال كتابه الضعفاء الكبير (ط. 1). طنطا – مصر: دار الضياء.